# 히라오카역
히라오카역(일본어: 平岡駅)은 일본 나가노현 시모이나군 덴류촌에 위치한 도카이 여객철도 이다선의 철도역이다. 섬식 승강장 1면 2선의 구조를 갖춘 지상역이다.

## 타는 곳
| 승강장 | 노선     | 방향 | 행선지                   |
| ------ | -------- | ---- | ------------------------ |
| 1      | ■ 이다선 | 하행 | 덴류쿄 · 이다 방면       |
| 2      | ■ 이다선 | 상행 | 주부텐류 · 도요하시 방면 |

## 역 주변
- 히라오카 댐
- 덴류강

## 역사
- 1936년
  - 4월 26일 : 산신 철도가 누쿠타 역으로부터 연신했던 때의 종착인 미쓰시마역으로서 개업. 일반역.
  - 12월 30일 : 산신 철도가 고와다 역까지 연신해, 도중역으로 한다.
- 1943년 8월 1일 : 산신 철도가 이다선의 일부로서 국유화되어, 일본국유철도의 역이 된다.
- 1952년 11월 15일 : 히라오카역으로 개칭.
- 1984년
  - 1월 16일 : 전용선 발착을 제외한 차급 화물의 취급을 폐지.
  - 1월 21일 : 차급 화물의 취급을 전폐 (여객 역으로 한다).
- 1985년 3월 14일 : 체크의 취급을 폐지.
- 1987년 4월 1일 : 일본국유철도 분할 민영화에 의해, 도카이 여객철도가 승계.
- 1988년 11월 1일 : 야간 무인화.
- 2001년 4월 2일 : 현 역사 공용 개시.
- 2012년 4월 1일 : 미도리노마도구치를 폐지해, 완전 무인화.

## 인접 역
| 도카이 여객철도 이다선   | 도카이 여객철도 이다선 | 도카이 여객철도 이다선 |
| ------------------------ | ---------------------- | ---------------------- |
| 이나코자와 도요하시 방면 | ■ 쾌속 (상행선만 운전) | 시테구리 고마가네 방면 |
| 우구스 도요하시 방면     | ■ 보통                 | 시테구리 다쓰노 방면   |